# Bombay House
La Bombay House est un édifice historique de Mumbai servant de siège social au groupe Tata depuis 1924.
Situé près de la fontaine Flora (en), l'édifice est composé d'une structure coloniale de quatre étages construite à partir de pierre provenant de Malad (en). Il a été conçu par l'architecte George Wittet (en).

## Incendie
Le 9 février 2011, un incendie majeur affecte la Bombay House, causant trois morts et un blessé,.